# Arcidiocesi di Chihuahua
L'arcidiocesi di Chihuahua (in latino Archidioecesis Chihuahuensis) è una sede metropolitana della Chiesa cattolica in Messico. Nel 2023 contava 1.290.523 battezzati su 1.471.779 abitanti. È retta dall'arcivescovo Constancio Miranda Weckmann.

## Territorio
L'arcidiocesi comprende 20 comuni dello stato messicano di Chihuahua: Aldama, Aquiles Serdán, Camargo, Coyame del Sotol, La Cruz, Chihuahua, Delicias, Dr. Belisario Domínguez, Santa Isabel, Gran Morelos, Julimes, Manuel Benavides, Meoqui, Nonoava, Ojinaga, Rosales, San Francisco de Borja, San Francisco de Conchos, Satevó e Saucillo.
Sede arcivescovile è la città di Chihuahua, dove si trova la cattedrale della Santa Croce, Nostra Signora di Regla e San Francesco d'Assisi, edificio barocco risalente alla metà del XVIII secolo.
Il territorio si estende su una superficie di 53.958 km² ed è suddiviso in 82 parrocchie, raggruppate in 12 decanati.

### Provincia ecclesiastica
La provincia ecclesiastica, istituita nel 1958, comprende 5 suffraganee:
- diocesi di Ciudad Juárez,
- diocesi di Cuauhtémoc-Madera,
- diocesi di Nuevo Casas Grandes,
- diocesi di Parral,
- diocesi di Tarahumara.

## Storia
L'evangelizzazione di quello che è oggi lo Stato di Chihuahua iniziò nella seconda metà del XVI secolo, a partire dalla fondazione della prima parrocchia, quella di Santa Barbara nel 1564 circa. Inizialmente il territorio dipendeva dalla diocesi di Guadalajara, fino al 1620, quando venne eretta la diocesi di Guadiana o della Nueva Vizcaya, con sede nella città di Durango, che aveva giurisdizione su un territorio immenso, tra cui anche lo Stato di Chihuahua.
Agli inizi dell'Ottocento il vescovo Marqués de Castañiza istituì in Chihuahua una vicaria in capite, corrispondente alle odierne vicarie foranee, a capo della quale fu posto il parroco della città di Chihuahua con giurisdizione su tutto lo Stato.
La diocesi di Chihuahua fu eretta il 23 giugno 1891 con la bolla Illud in primis di papa Leone XIII, ricavandone il territorio dalla diocesi di Durango, che contestualmente fu elevata al rango di arcidiocesi metropolitana, avendo per suffraganea la sede di Chihuahua.
Il 6 maggio 1950 e il 10 aprile 1957 cedette porzioni del suo territorio a vantaggio dell'erezione rispettivamente della missione sui iuris di Tarahumara (oggi diocesi) e della diocesi di Ciudad Juárez.
Il 22 novembre 1958 la diocesi è stata elevata al rango di arcidiocesi metropolitana con la bolla Supremi muneris di papa Giovanni XXIII.
L'8 gennaio 1959 con la bolla Cum venerabilis dello stesso papa Giovanni XXIII è stato istituito il capitolo della cattedrale.
Il 15 ottobre 1963 si è ampliata con i comuni di Ojinaga, Coyame del Sotol, Manuel Benavides e Guerrero appartenuti alla diocesi di Ciudad Juárez.
Il 25 aprile 1966 ha ceduto una porzione del suo territorio a vantaggio dell'erezione della prelatura territoriale di Madera.
L'arcivescovo Adalberto Almeida y Merino pubblicò due lettere pastorali sull'esercizio del voto in politica. Nel 1983 nella lettera Votar con responsabilidad. Una orientación cristiana raccomandò di votare tenendo presente il rispetto della dignità dei poveri, la difesa dei deboli della società, il rifiuto di chi domina per il potere del denaro o per il potere autoritario, concetti ribaditi nella lettera pastorale del 1986 Coherencia cristiana en la política, in cui invita a esprimere il voto in maniera coerente e ragionata, condannando la corruzione e i brogli elettorali. Come risposta ai brogli elettorali, l'arcivescovo decise di chiudere al culto tutte le chiese dell'arcidiocesi, ma in seguito alle pressioni della Santa Sede revocò questa misura nel giro di poche settimane.
L'11 maggio 1992 ha ceduto un'altra porzione del suo territorio a vantaggio dell'erezione della diocesi di Parral.
Il 17 novembre 1995 ha ceduto un'ulteriore porzione di territorio alla prelatura territoriale di Madera, che contestualmente è stata elevata a diocesi e ha assunto il nome di diocesi di Cuauhtémoc-Madera.

## Cronotassi dei vescovi
Si omettono i periodi di sede vacante non superiori ai 2 anni o non storicamente accertati.
- José de Jesús Ortíz y Rodríguez † (15 giugno 1893 - 16 settembre 1901 nominato arcivescovo di Guadalajara)
- Nicolás Pérez Gavilán y Echeverría † (5 marzo 1902 - 3 dicembre 1919 deceduto)
- Antonio Guízar y Valencia † (30 luglio 1920 - 24 agosto 1969 ritirato[5])
- Adalberto Almeida y Merino † (24 agosto 1969 - 24 giugno 1991 ritirato)
- José Fernández Arteaga † (24 giugno 1991 - 29 settembre 2009 ritirato)
- Constancio Miranda Weckmann, dal 29 settembre 2009

## Statistiche
L'arcidiocesi nel 2023 su una popolazione di 1.471.779 persone contava 1.290.523 battezzati, corrispondenti all'87,7% del totale.
| anno | popolazione | popolazione | popolazione | presbiteri | presbiteri | presbiteri | presbiteri                | diaconi | religiosi | religiosi | parrocchie |
| anno | battezzati  | totale      | %           | numero     | secolari   | regolari   | battezzati per presbitero | diaconi | uomini    | donne     | parrocchie |
| ---- | ----------- | ----------- | ----------- | ---------- | ---------- | ---------- | ------------------------- | ------- | --------- | --------- | ---------- |
| 1950 | 815.000     | 836.000     | 97,5        | 94         | 61         | 33         | 8.670                     |         | 33        | 210       | 53         |
| 1966 | 610.500     | 667.901     | 91,4        | 108        | 87         | 21         | 5.652                     |         | 27        | 329       | 41         |
| 1970 | 768.000     | 799.902     | 96,0        | 130        | 107        | 23         | 5.907                     |         | 37        | 346       | 49         |
| 1976 | 963.360     | 999.336     | 96,4        | 108        | 85         | 23         | 8.920                     |         | 28        | 289       | 55         |
| 1980 | 1.037.491   | 1.090.718   | 95,1        | 99         | 81         | 18         | 10.479                    |         | 27        | 264       | 54         |
| 1990 | 1.940.438   | 2.180.374   | 89,0        | 111        | 88         | 23         | 17.481                    | 12      | 36        | 226       | 65         |
| 1999 | 935.701     | 1.039.668   | 90,0        | 116        | 86         | 30         | 8.066                     | 9       | 39        | 175       | 53         |
| 2000 | 954.415     | 1.060.461   | 90,0        | 116        | 85         | 31         | 8.227                     | 9       | 43        | 182       | 61         |
| 2001 | 973.503     | 1.081.670   | 90,0        | 108        | 77         | 31         | 9.013                     | 8       | 44        | 189       | 62         |
| 2002 | 992.973     | 1.103.303   | 90,0        | 117        | 85         | 32         | 8.486                     | 8       | 45        | 188       | 62         |
| 2003 | 990.326     | 1.125.370   | 88,0        | 115        | 86         | 29         | 8.611                     | 8       | 37        | 190       | 62         |
| 2004 | 1.010.133   | 1.285.624   | 78,6        | 106        | 78         | 28         | 9.529                     | 8       | 33        | 192       | 62         |
| 2006 | 1.176.000   | 1.321.000   | 89,0        | 131        | 102        | 29         | 8.977                     | 10      | 38        | 185       | 59         |
| 2013 | 1.385.649   | 1.487.937   | 93,1        | 146        | 119        | 27         | 9.490                     | 8       | 33        | 161       | 66         |
| 2016 | 1.394.403   | 1.491.815   | 93,5        | 159        | 118        | 41         | 8.769                     | 7       | 47        | 157       | 85         |
| 2019 | 1.465.640   | 1.564.628   | 93,7        | 159        | 123        | 36         | 9.217                     | 17      | 41        | 150       | 85         |
| 2021 | 1.557.165   | 1.658.615   | 93,9        | 172        | 130        | 42         | 9.053                     | 17      | 43        | 131       | 82         |
| 2023 | 1.290.523   | 1.471.779   | 87,7        | 162        | 121        | 41         | 7.966                     | 14      | 47        | 123       | 82         |